# جنچانا
جنچانا (به اسپانیایی: Jenchaña) یک کوه در پرو است که در Peru, Arequipa Region واقع شده‌است. جنچانا ۳٬۶۰۰ متر بالاتر از سطح دریا واقع شده‌است.